# حياة (اسم)
حياة هو اسم علم مؤنث عربي، وهو نقيض الممات مشتق من الفعل حَيِيَ، ومن الشخصيات البارزة التي تحمل الاسم:
- حياة الفهد، ممثلة ومذيعة وكاتبة كويتية
- حياة قنديل، ممثلة مصرية